# Sativasur
Sativasur – miasto w Kolumbii, w departamencie Boyacá.